# SN 1988ad
SN 1988ad – niepotwierdzona supernowa odkryta 28 grudnia 1988 roku w galaktyce A012523-0122. W momencie odkrycia miała maksymalną jasność 19,50m.